# Bitzighofen
Bitzighofen ist ein Ortsteil beziehungsweise ein Quartier in der Gemeinde Sarnen im Kanton Obwalden.

## Geographie
Das Wohn- und Gewerbegebiet Bitzighofen liegt am nördlichen Rand des Dorfes Sarnen und ist von diesem durch die Sarner Aa getrennt. Das klar begrenzte Quartier ist von Landwirtschaftsland umgeben. Nach Südwesten steigt das Gelände nach Ramersberg hin an. Nach Norden wird das Quartier durch den Juchgraben begrenzt, der Bitzighoferbach fliesst durch die Siedlung. Der Bach war am 12. Juni 1997 nach einem heftigen Gewitter im Gebiet Ramersberg über die Ufer getreten und hatte Bitzighofen überschwemmt und Schäden von rund 15 Millionen Franken angerichtet. Die Wuhrgenossenschaft Ramersbergerbäche verbaute daraufhin mit einem Aufwand von 3,8 Millionen Franken den Bach.

## Situation
Das Quartier besteht aus wenigen Strassen mit einer geschlossenen, niedrigen Bebauung, die durch das 1963 erstellte Hochhaus Bitzighofen dominiert wird. 
Zur Überquerung der Saarner Aa zwischen Sarnen und Bitzighofen gab es früher eine gedeckte Holzbrücke. Heute befindet sich an dieser Stelle eine Betonbrücke.

## Wirtschaft
Es befinden sich einige Geschäfte in Bitzighofen. Zur Brünigstrasse hin wird das Quartier durch ein grosses Holzbauunternehmen mit mehreren Hallen begrenzt. Mitten in Bitzighofen war von 1972 bis 2018 die Produktions- und Verkaufsstätte der 1928 gegründeten Käserei Seiler, die jährlich (Stand 2013) aus 10 Millionen Kilogramm Milch (10'000 Tonnen) total 1000 Tonnen Käse der Sorten Raclette, Bratkäse, Sarnerli (Rahmweichkäse), Scharfer Teufel und Grotto (Grottenkäse) (seit 2012) herstellt. Auch ein Lager für 23'000 Käselaibe befand sich  am Standort in Bitzighofen. Das Hauptlager zur Reifung der Raclette- und Grotto-Käse befindet sich seit 2004 an der Panoramastrasse in Giswil zwischen Rudenz und Kleinteil. In dem ehemaligen Militärstollen werden bis zu 95'000 Käselaiber für unterschiedlich lange Reifezeiten gelagert. Die Seiler Käserei AG ist 2018 nach Giswil umgezogen, da ihr der Platz an der Bitzighoferstrasse nicht mehr gereicht hat.

## Heiligkreuz-Kapelle
Die etwas oberhalb von Bitzighofen stehende Heiligkreuz-Kapelle stammt aus dem Jahr 1863 und wurde am 14. September 1864 eingeweiht. Als Initiant der Kapelle gilt Remigius Spichtig (* 1801), der mit Gleichgesinnten 1827 in neapolitanischen Kriegsdienst trat. Bei der Fahrt von Genua nach Neapel geriet er in eine 32 Tage dauernde Seenot und überlebte. Spichtig stand in Diensten von König Viktor Emanuel II. und wechselte später an den Palast des Königreichs Piemont. Der Überlieferung nach kam er 1852 in den Besitz einer von Bischof Josef Castellani beglaubigten Heiligkreuz-Reliquie. Nachdem er 1880 in die Schweiz zurückgekehrt war übermachte er diese Reliquie und drei Bilder vom «Grablinnen von Turin» der Heiligkreuz-Kapelle.

## Verkehrsanbindung
Das Quartier grenzt an die Brünigstrasse, die Sarnen über Kägiswil mit Alpnach verbindet. Die Postautoverbindung von Sarnen nach Alpnach bedient die Haltestelle Bitzighofen.

## Trivia
Bei seiner kurzen Wohnsitznahme in Obwalden Ende der 1970er-Jahre wohnte der Fussball-Kaiser Franz Beckenbauer in dem Hochhaus Bitzighofen und bezeichnete Sarnen nachträglich als «eine göttliche Gegend».